# Linda van de Berg
Linda van de Berg (Nederland, 1966) is een baanwielrenster en schaatsster uit Nederland.
Van de Berg was Nederlands kampioene marathonschaatsen, en in 1983 bij de nieuwelingen Nederlands kampioene op de achtervolging, en in 1986 Nederlands kampioene achtervolging bij de elite.
In januari 1985 geeft Van de Berg aan op doktersadvies te stoppen met wielrennen.